# Loropetalum chinense
Espèce
Classification phylogénétique
Loropetalum chinense est une espèce de plante de la famille des Hamamelidaceae.

## Caractéristiques
- Chine, 1880
- hauteur : 1,50 m
- feuillage persistant, alterne, elliptique
- fleurs blanches odorantes
- nouvelles feuilles rouge, rosé
- très bel arbuste aimant les terres acides et ombragées
- variétés à fleurs roses

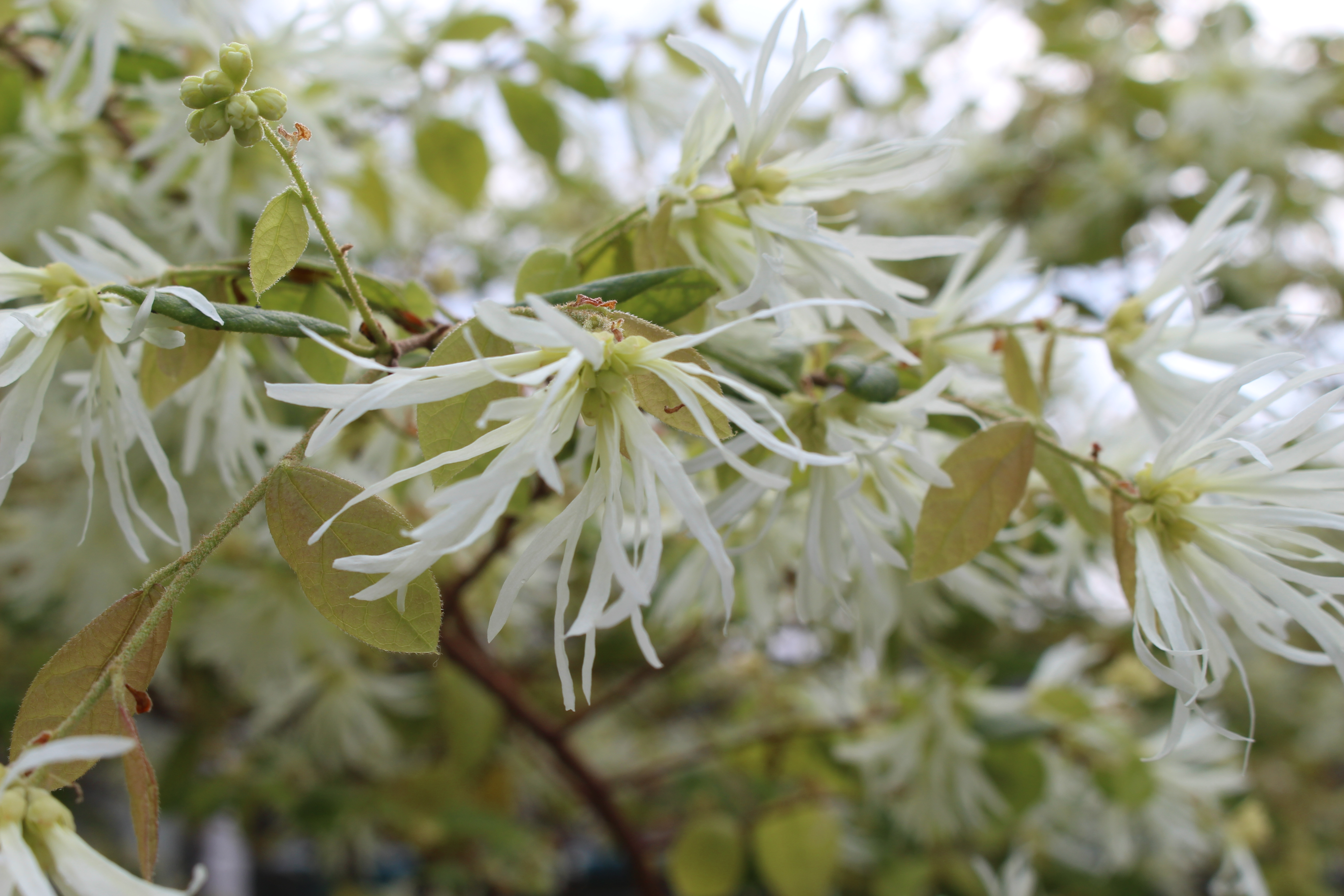
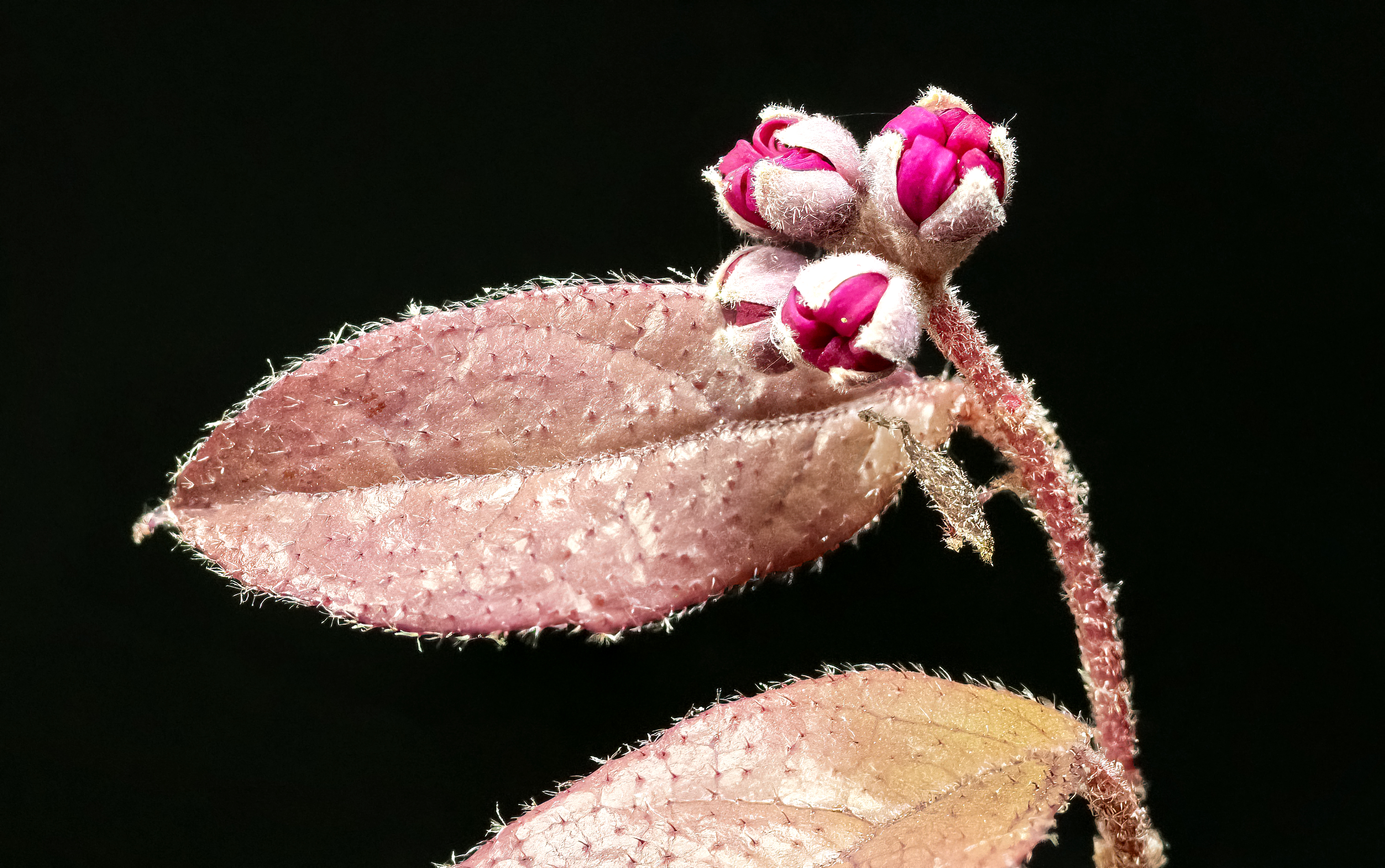
Loropetalum chinense f. rubrum Boutons et feuilles
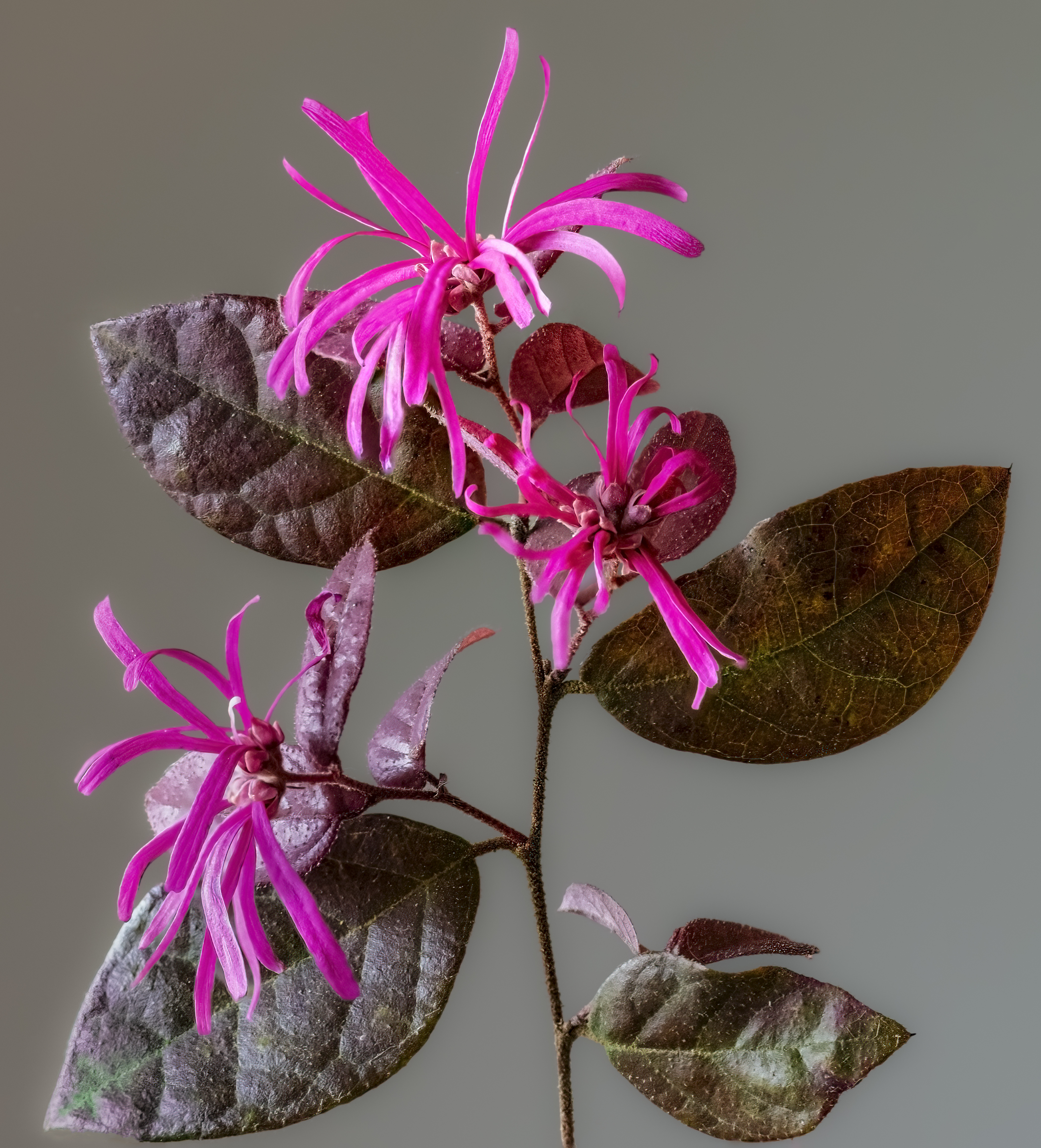
Loropetalum chinense f. rubrum Fleurs et feuilles